# Поташня (Підляське воєводство)
Поташня (пол. Potasznia) — село в Польщі, у гміні Сувалки Сувальського повіту Підляського воєводства.
Населення — 218 осіб (2011).
У 1975-1998 роках село належало до Сувальського воєводства.

## Демографія
Демографічна структура станом на 31 березня 2011 року:
|          | Загалом | Допрацездатний вік | Працездатний вік | Постпрацездатний вік |
| -------- | ------- | ------------------ | ---------------- | -------------------- |
| Чоловіки | 114     | 32                 | 72               | 10                   |
| Жінки    | 104     | 30                 | 60               | 14                   |
| Разом    | 218     | 62                 | 132              | 24                   |